# Armin Seydelmann
Armin Seydelmann (* 9. November 1872 in Warmbrunn, Deutsches Reich; † 28. Juli 1946 in Spittal an der Drau, Österreich) war ein deutscher Schauspieler beim österreichischen Film.

## Leben
Er war ein Enkel des Schauspielers Karl Seydelmann (1793–1843).

### Karriere am Theater
Der aus dem späteren Kurort Bad Warmbrunn stammende, gebürtige Niederschlesier entstammte einer Künstlerfamilie – sein Großvater Karl Seydelmann war im 19. Jahrhundert ein gefeierter Bühnenschauspieler – und begann seine Theaterlaufbahn 1894 am Hoftheater Coburg-Gotha. In den folgenden dreizehn Jahren wirkte Seydelmann an zahlreichen deutschen Provinzbühnen. Er wirkte in Lübeck 1896/97, in Sondershausen 1897/98, in Barmen 1898/99, in Erfurt 1899–1901 und in Bremen (am dortigen Stadttheater auch als Regisseur) von 1901 bis 1906. Von September 1907 bis zu seiner Pensionierung gehörte er dem Ensemble des Wiener Burgtheaters an.
In diesen drei Jahrzehnten erwarb sich Seydelmann eine beachtliche Reputation mit Heldenrollen aller Art. Der Staat ernannte den Wahl-Österreicher zum Regierungsrat und verlieh ihm eine Professur zwecks Lehrtätigkeit (seit 1912) an der Schauspielschule der Wiener Akademie für Musik und darstellende Kunst. Auch nach seinem Ausscheiden aus der „Burg“ am 24. September 1932 anlässlich seiner 25-jährigen Zugehörigkeit zu dieser bedeutendsten österreichischen Spielstätte blieb Seydelmann diesem Theater als Ehrenmitglied verbunden und kehrte für die eine oder andere Rolle auf die Bühne zurück.

### Rollen beim Film
Kurz nach Ende des Ersten Weltkriegs wandte sich Armin Seydelmann für ein paar Jahre dem Kinofilm zu. Bis Mitte der 1920er Jahre spielte er, wie schon zuvor auf der Bühne, gewichtige Vertreter des Hochadels und Bürgertums sowie andere Honoratioren. Er war der Kunstmaler Cornelius Vanderstraaten in Adrian Vanderstraaten, der Ratsherr Bogner in Der Teufelsschlosser, der Banktrust-Präsident in Ein Walzer von Strauß, Lord Bolingbroke in Das grinsende Gesicht, ein Fürst in Gevatter Tod und Graf Gradenigo in Die Totenhand. Es waren durchgehend tragende Neben- oder Hauptrollen in Zeit- und Gesellschaftsdramen.

## Familie
Seydelmann heiratete 1906 die Schauspielerin Susanne (Susi) von der Osten (* 29. Mai 1884) Tochter von Emil von der Osten, diese war von 1910 bis 1923 ebenfalls am Burgtheather.

## Filmografie
- 1919: Adrian Vanderstraaten
- 1919: Brand
- 1919: Der Teufelsschlosser
- 1920: Durch die Quartiere des Elends und Verbrechens
- 1920: Feuertod
- 1920: Der Graf von Cagliostro
- 1920: Ruhmlose Helden
- 1920: Verfehltes Ziel
- 1921: Das grinsende Gesicht
- 1921: Gevatter Tod
- 1921: Die Schauspieler des Kaisers
- 1921: Die Totenhand
- 1922: William Ratcliff
- 1922: Meriota, die Tänzerin
- 1923: Knock Out
- 1924: Die Stadt ohne Juden
- 1925: Ein Walzer von Strauß